# ローガン・ポーズ
ローガン・ポーズ（Logan Pause、1981年8月22日 - ）は、アメリカ合衆国・ノースカロライナ州ヒルズボロ出身の元プロサッカー選手。元サッカーアメリカ合衆国代表。現役時代のポジションはMF(DMF)。

## 経歴
ノースカロライナ大学チャペルヒル校卒業後、2003年のMLSスーパードラフトでシカゴ・ファイアーの指名を受け入団。以来、長きにわたって同クラブでプレーし、2011シーズンからはキャプテンに就任した。
2014年シーズン終了を以て現役を引退。11月、クラブの副会長就任が発表された。
代表チームでは2009 CONCACAFゴールドカップに参加した。

## 所属クラブ
ユース
- ノースカロライナ大学チャペルヒル校 2000-2002

プロ
- シカゴ・ファイアー 2003-2014

## タイトル

### クラブ
ノースカロライナ大学
- NCAA男子ディビジョンIサッカーチャンピオンシップ: 2001

シカゴ・ファイアー
- USオープンカップ: 2003, 2006
- サポーターズ・シールド: 2003

### 個人
- MLSフェアプレー賞: 2012